# Gatling (metralhadora)
A Gatling ou Gatling Gun, é um tipo de metralhadora criado no século XIX por Richard Jordan Gatling, nos Estados Unidos, durante sua Guerra Civil. Foi projectada em 1861 e patenteada em 1862.

## Vísão Geral
A Gatling Gun caracteriza-se por ter vários canos rotativos, que aumentam seu poder de fogo. Pode ter três, quatro, seis ou até oito canos rotativos, e dispara uma alta quantidade de projéteis (mais de 1.300 balas por minuto), provando ser altamente eficiente e mortal para a época. Cada cano dispara um único tiro até atingir uma determinada fase no ciclo, altura que ejeta a munição gasta e carrega uma nova, usando o tempo que dura este processo para arrefecer. O sistema resolve o problema do sobreaquecimento das armas de um único cano, mas prejudica a precisão do tiro.
Dependendo da definição de metralhadora, a Gatling poderia ser considerada a primeira do mundo, dado que era capaz de realizar tiro ininterrupto. A Gatling original baseava-se num sistema de manivela manual para accionar a rotação dos canos. Nos sistemas posteriores a rotação dos canos passou ser produzida por dispositivos a gás ou a electricidade.
A Gatling Gun original era uma arma de campanha que usava múltiplos canos rotativos, movidos por uma manivela manual, disparando munições soltas (não unidas por cintas) que usavam um sistema de carregamento de queda por gravidade, a partir de um carregador. Foi usada, pela primeira vez, pelo Exército Unionista na Guerra Civil Americana. Ao contrário de "metralhadoras" anteriores, com capacidades limitadas e longos tempos de remuniciamento, as Gatling eram mais confiáveis, fáceis de carregar e dispunham de uma cadência de tiro mais elevada.

## História
A metralhadora Gatling foi projetada pelo inventor americano Dr. Richard J. Gatling em 1861 e patenteada em 4 de novembro de 1862. Gatling escreveu que a criou para reduzir o tamanho dos exércitos e assim reduzir o número de mortes por combate e doenças, e para mostrar como a guerra é fútil.
O Exército dos EUA adotou a Gatling Gun em vários calibres, incluindo calibre .42, .45-70, calibre .50, 1 polegada e (M1893 e posterior) .30 Army, com conversões de armas M1900 para .30-03 e .30 -06. A arma .45-70 também foi montada em alguns navios da Marinha dos Estados Unidos nas décadas de 1880 e 1890.
O fabricante britânico James George Accles, anteriormente empregado pela Colt de 1867 a 1886, desenvolveu uma metralhadora Gatling modificada por volta de 1888, conhecida como a metralhadora Accles. Por volta de 1895, a "American Ordnance Company" adquiriu os direitos de fabricação e distribuição desta arma nas Américas. 
A Gatling Gun foi avaliada pela Marinha dos Estados Unidos em dezembro de 1895 e foi dito ter sido a única arma a completar os testes das cinco concorrentes, mas aparentemente não foi adotada por essa força dos Estados Unidos.

## Armas modernas no sistema Gatling

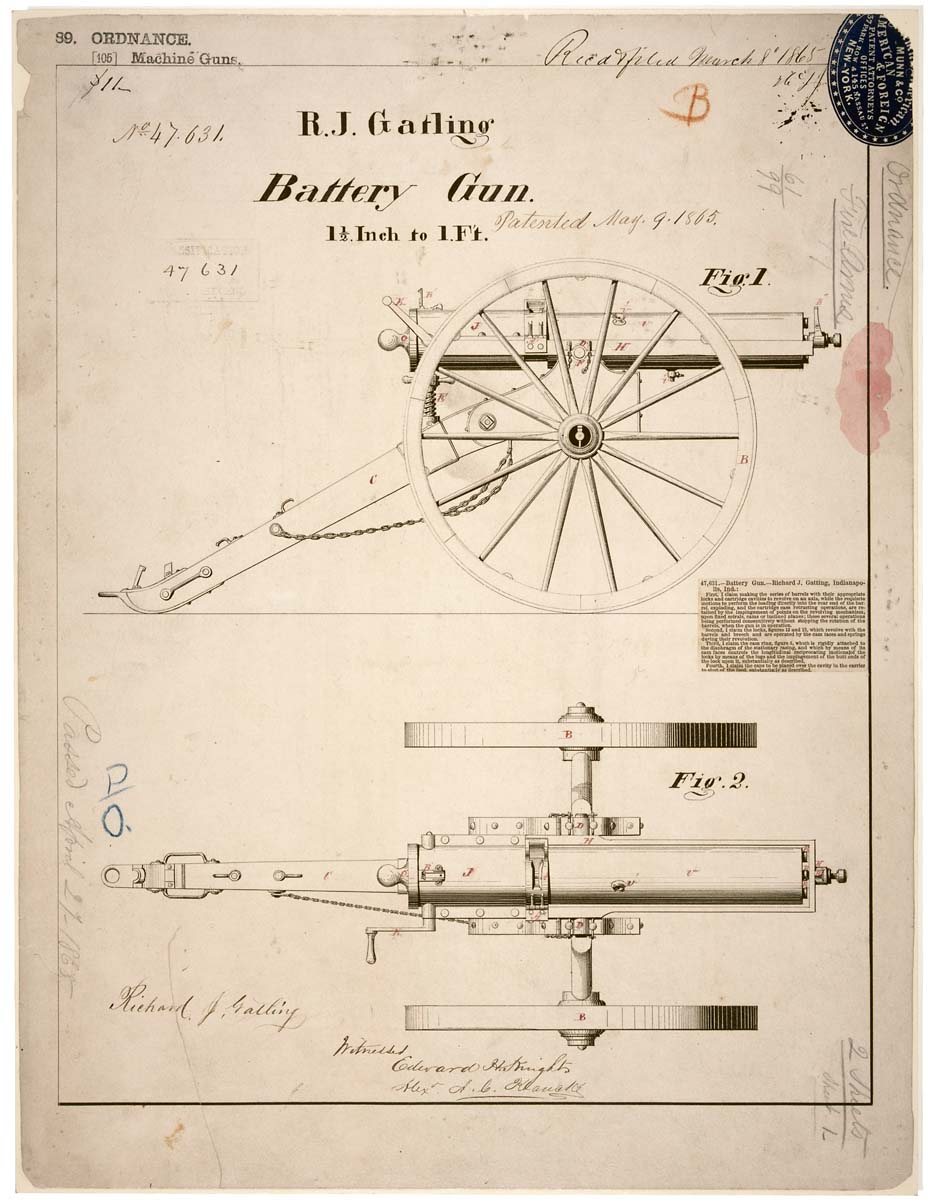
Patente da Batery Gun (Gatling).

Depois das Gatling terem sido substituídas por armas mais leves e baratas do sistema de recuo, as armas de canos múltiplos rotativos cairam em desuso por muitas décadas. Contudo repapareceram nas décadas de 1940 e 1950, altura em que foi necessária a criação de armas com uma elevada cadência de tiro para as aeronaves militares. As novas armas de múltiplos canos rotativos usavam energia fornecida por motores eléctricos, ao invés da força manual das antigas Gatling.
Uma das principais razões para o ressurgimento de armas no Sistema Gatling é a sua capacidade em tolerar tiro continuo a elevada cadência. Por exemplo, se 2.000 munições fossem disparadas, sem pausas, com uma elevada cadência de tiro, de uma arma convencional de um único cano, esta iria certamente aquecer ou encravar. Ultimamente, o factor limitante é a velocidade a que as munições podem ser carregadas e os invólucros gastos extraídos. Numa arma de cano único, estas acções têm que alternar. Já, um sistema de canos múltiplos permite que elas se desenvolvam simultaneamente, com os diferentes canos em diversas fases do ciclo de disparo. Uma arma de cinco canos no sistema Gatling poderia produzir uma cadência de tiro de 2.000 tpm, mas cada um dos seus canos dispararia apenas 400 tpm, portanto uma cadência reduzida e aceitável. 
O canhão de 20 mm M61 Vulcan é o mais comum membro de uma família de armas de canos rotativos projectadas pela General Electric e, actualmente, fabricada pela General Dynamics. É uma arma de seis canos no Sistema Gatling capaz de um volume de fogo de 6.000 tpm, cadência inatingível com uma arma convencional. Sistemas semelhantes estão disponíveis com os calibres de 5,56x45 mm a 30x173 mm. A cadência de tiro é, normalmente, inversamente proporcional ao calibre da munição e, consequentemente, ao tamanho dos canos.
Durante a Guerra do Vietname foi criada a M134 Minigun, uma metralhadora Sistema Gatling de calibre 7,62x51 mm para helicópteros. Capaz de disparar 6.000 tpm e municiada por uma cinta de 4.000 munições, a Minigun provou ser uma das mais eficazes armas de sempre, disparando projecteis não explosivos, sendo ainda hoje utilizada. No Vietname recebeu o apelido de "Puff, the Magic Dragon" ("Puff, o Dragão Mágico"), em virtude dos disparos de munições tracejantes que davam a aparência do bafo de um dragão. As Minigun também demonstraram a sua eficiência nas canhoneiras AC-47, AC-119 e AC-130, aeronaves de carga transformadas para receberam as armas montadas na sua lateral. Com sofisticados sistemas de navegação e de aquisição de alvos as Minigun podem ser usadas de uma forma muito eficiente contra alvos escondidos. 
Além dos benefícios mencionados anteriormente, muitos Sistemas Gatling modernos têm a vantagem de ser propulsados por fontes externas e não pela deflagração das suas munições. Isto aumenta a sua taxa de confiança, uma vez que a falha na deflagração de uma munição não irá interromper o ciclo de tiro. Além disso, certas outras falhas, como os problemas de alimentação e ejecção são consideravelmente eliminados com uma fonte externa de energia. 
Deve, no entanto, observar-se que existem armas do Sistema Gatling cuja fonte de energia é a própria munição. A arma Gatling mais rápida da actualidade, a russa GSh-6-23, capaz de uma cadência de 10.000 tpm, usa um sistema de actuação a gás.

## Imagens
- Gatling Gun no Fort Laramie, Wyoming.
- 1895 Gatling.
- GShG-7.62.
- GAU-8, canhão Gatling de um avião de ataque A-10.

## Guerras
- Guerra Civil Americana[12][13][14][15]
- Guerra Anglo-Zulu[14][16]
- Guerras Indígenas nos Estados Unidos
- Guerra Hispano-Americana[17][18][3][3][19]
- Guerra Filipino-Americana[20]
- Levante dos Boxers

## Usuários
- Estados Unidos
- Rússia
- Reino Unido
- França
- Japão
- Chile
- Tailândia
- Coreia do Sul
- Chile
- Peru